# Хексаедрит
Хексаедритите са един от трите структурни класа на железните метеорити. Името им идва от кристалната им структура, тъй като основният им компонент – камаситът, образува кубични кристали. Първото наблюдавано падане на хексаедрит се е случило близо до град Броумов в Чехия, през 1847 г.

## Минералогия
Според структурната им класификация, исторически железните метеорити са разделени на три групи – хексаедрити, октаедрити и атаксити. В едната крайност е групата на хексаедритите, които са съставени почти изцяло от камасит – съдържат около 92% от този минерал. В другата крайност са атакситите, изградени предимно от тенит. Октаедритите попадат между тези две групи, тъй като съдържат както камасит, така и тенит. Камаситът е метална сплав от желязо и никел със сребрист цвят, богата на желязо и бедна на никел. Съдържа никел около 5,5 % от теглото си. Цялото съдържание на никел в самите хексаедрити е в границите 5,3 – 5,8 %. Могат да присъстват още примеси от кобалт или въглерод. На Земята камаситът се среща само като съставна част от метеоритите.
Хексахедритите имат същите метални включвания като октаедритите с изключение на кохенита, който е относително изобилен в октаедритите, но доста рядък при хексаедритите. Причината е, че железният карбид е по-разтворим в γ-желязото (тенит), отколкото в α-желязото (камасит), основната съставка на хексаедритите. Възможно е също така да липсват и забележими силикатни включвания.

## Структура
Хексаедритите носят името на кристалната структура на камасита, подредена, според пространствената форма, в хексаедри. Хексаедърът е многостен с 6 стени. Чистият камасит образува кубични кристали с шест равни стени, пресичащи се под прав ъгъл един спрямо друг, а хексаедритите всъщност представляват големи кубични кристали на този минерал. След ецване с разредена киселина, хексаедритите не показват видманщетенова структура както октаедритите и повечето железни метеорити. Често обаче се виждат фини, успоредни линии, наречени нойманови, на името на техния откривател  Франц Ернст Нойман. Обикновено те са групирани, а самите групи могат да бъдат или успоредни една на друга, или пресичащи се. Това са назъбени тесни ивици, успоредни на предпочитани равнини в кристалите и обикновено се наблюдават по равнини с индекс на Милър (112) при обемно-центрираната кубична решетка на камасита (α-Fe, Ni). Линиите са показателни за предизвикана шокова деформация при ниски температури на кристалите камасит и се смята, че се дължат на удари върху родителското тяло на метеорита, особено на тези на хексаедритите, свързани с химическата група IIAB.

## Класификация
Освен според кристалната си структура, по-късно железните метеорити са класифицирани и според концентрацията на никел в тях и микроелементите германий, галий и иридий. Други микроелементи, използвани за разделяне на групи, са антимон, арсен, кобалт, мед, злато, талий и волфрам. Химичната класификация ги разделя на 15 групи, означени с римска цифра и латински букви. Почти всички хексаедрити принадлежат на химичните групи IIAB, включваща и някои октаедрити, и IIG.